# یوس هینسن
یوس هینسن (هلندی: Jos Hinsen; ۱۴ آوریل ۱۹۳۱ – ۱۵ مارس ۲۰۰۹) دوچرخه‌سوار اهل هلند بود.